# 金澤 (景泰進士)
金澤（1417年—1513年），字用文，浙江紹興府山陰縣人，明朝政治人物。

## 生平
景泰四年（1453年）癸酉科浙江鄉試第八十三名舉人。景泰五年（1454年）登甲戌科會試第一百九名，三甲六十名進士，历仕监察御史。明英宗复辟，景泰六年八月降职为典史。天顺元年七月升山东长清县知县，将赴长清，巡按江西监察御史郑时以江西乐平县繁剧，金泽端谨练达，奏乞调任，从之。成化七年以卓异，賜与诰命。擢刑部主事，累升南京兵部郎中，十九年正月升四川布政司右参议，二十三年十月升陕西行太僕寺卿，改四川右参政，弘治五年三月升广东右布政使，七年六月晋本司左布政，八年四月升都察院右副都御史、巡撫江西南贛等處，十二年八月升南京刑部右侍郎，十四年闰七月与南京兵部右侍郎潘蕃互换职位，十八年五月以九年任满，升南京都察院右都御史，九月被劾致仕。正德八年七月卒。

## 家族
曾祖金仁四。祖父金永華。父金俊。慈侍下。弟金湜。